# ناحیه مرکزی ادلب
ناحیه مرکزی ادلب (به عربی: ناحیة مرکز إدلب) یک ناحیه در سوریه است که در منطقه ادلب واقع شده‌است. ناحیه مرکزی ادلب ۱۲۶٬۲۸۴ نفر جمعیت دارد.